# Scheibbs (gemeente)
Scheibbs is een gemeente in de Oostenrijkse deelstaat Neder-Oostenrijk, gelegen in het gelijknamige district Scheibbs (SB). De gemeente heeft ongeveer 4300 inwoners.

## Geografie
Scheibbs heeft een oppervlakte van 45,82 km². Het ligt in het centrum van het land, ten westen van de hoofdstad Wenen en ten zuidwesten van de deelstaathoofdstad Sankt Pölten.
Gaming · Göstling an der Ybbs · Gresten · Gresten-Land · Lunz am See · Oberndorf an der Melk · Puchenstuben · Purgstall an der Erlauf · Randegg · Reinsberg · Scheibbs · Sankt Anton an der Jeßnitz · Sankt Georgen an der Leys · Steinakirchen am Forst · Wang · Wieselburg · Wieselburg-Land · Wolfpassing
- Gemeinsame Normdatei: 4223890-0
- Library of Congress Control Number: n86074274
- MusicBrainz: 1552d6a1-1d92-4c06-9156-ad0e2c4f8787
- Nationale Bibliotheek van Tsjechië: ge942558
- Nationale Bibliotheek van Israël: 987007560012505171
- Virtual International Authority File: 124418303
- WorldCat: E39PBJtxbGXdkT4kJWxwJ7WVYP